# Volkswagen Golf Plus

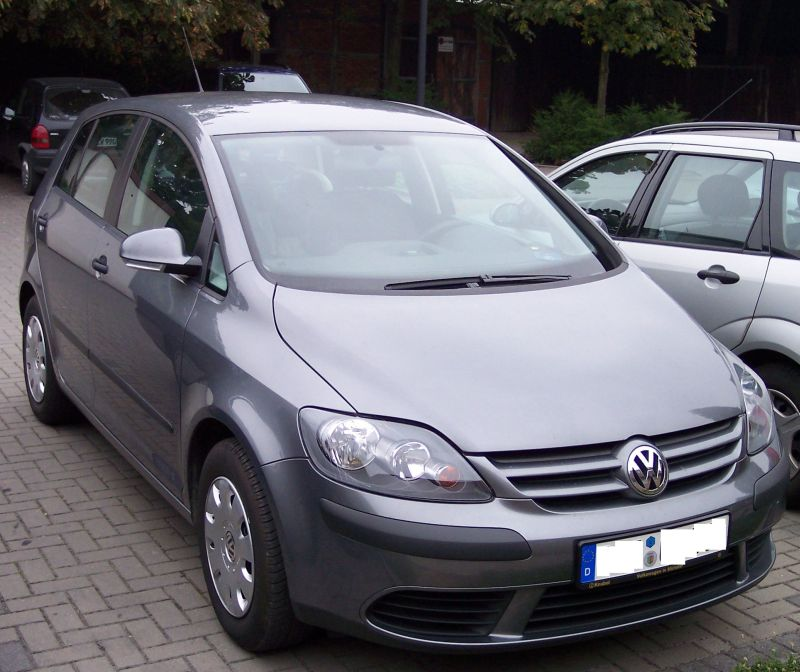
Volkswagen Golf Plus.

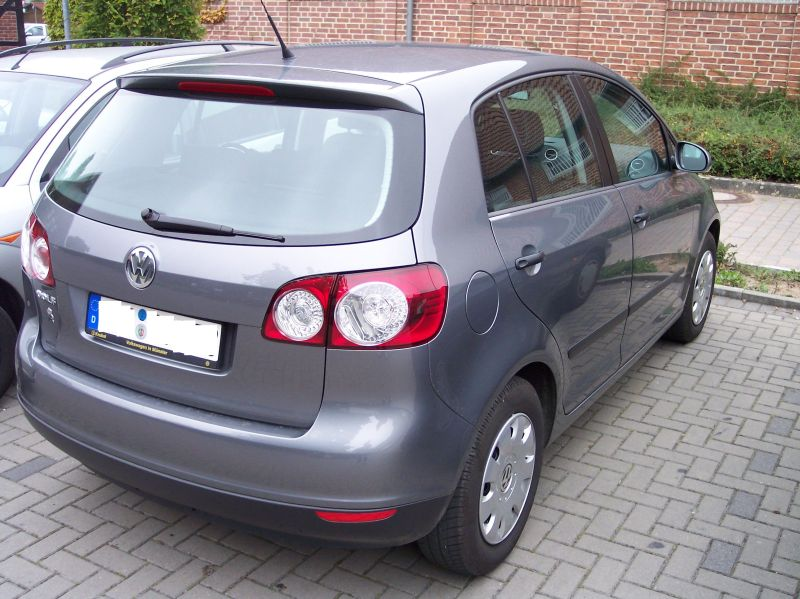
VW Golf Plus.

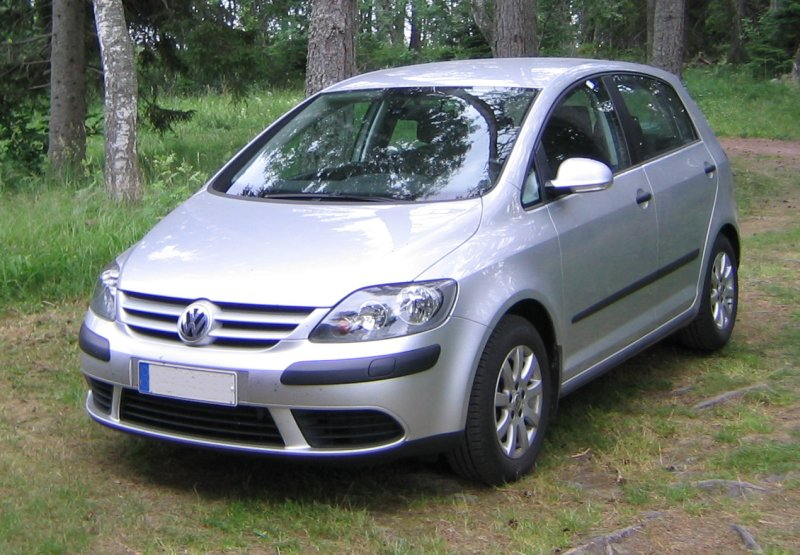
VW Golf Plus reflexsilber

Volkswagen Golf Plus är en modell av Volkswagen Golf. Modellen har 10 cm högre tak i förhållande till standardmodellen, och har därmed samma innerutrymmesmöjligheter som systermodellen Seat Altea, och flyttbart baksäte framåt bakåt 16 cm. A-stolparna (främre vindrutestolpar) är placerade lite längre fram, framstolarna är placerade högre i bilen. Bilen planerades för marknadsinförande under februari 2005, planerad produktion var cirka 250 000 fordon. I december 2005 produceras modellen i stora antal. 
Bilen säljs i tre olika utrustningsvarianter, Trendline, Comfortline och Sportline.

## Motoralternativ
| Modell       | Årsmodell | Motor                             | Cylindervolym | Effekt | Vridmoment | Bränslesystem                        |
| ------------ | --------- | --------------------------------- | ------------- | ------ | ---------- | ------------------------------------ |
| 1.2 TSI*¹    | 2011-     | 4-cyl radmotor SOHC 8V            | 1197 cm³      | 85 hk  | 160 Nm     | Direktinsprutning, turbo             |
| 1.2 TSI*¹    | 2010-     | 4-cyl radmotor SOHC 8V            | 1197 cm³      | 105 hk | 175 Nm     | Direktinsprutning, turbo             |
| 1.4*¹        | 2005-2006 | 4-cyl radmotor DOHC 16V           | 1390 cm³      | 75 hk  | 126 Nm     | Bränsleinsprutning                   |
| 1.4*¹        | 2007-     | 4-cyl radmotor DOHC 16V           | 1390 cm³      | 80 hk  | 132 Nm     | Bränsleinsprutning                   |
| 1.4 FSI*¹    | 2005      | 4-cyl radmotor DOHC 16V           | 1390 cm³      | 90 hk  | 130 Nm     | Direktinsprutning                    |
| 1.4 TSI      | 2008-     | 4-cyl radmotor DOHC 16V           | 1390 cm³      | 122 hk | 200 Nm     | Direktinsprutning, turbo             |
| 1.4 TSI      | 2007-2008 | 4-cyl radmotor DOHC 16V           | 1390 cm³      | 140 hk | 220 Nm     | Direktinsprutning, turbo, kompressor |
| 1.4 TSI      | 2009-     | 4-cyl radmotor DOHC 16V           | 1390 cm³      | 160 hk | 240 Nm     | Direktinsprutning, turbo, kompressor |
| 1.4 TSI*¹    | 2007-2008 | 4-cyl radmotor DOHC 16V           | 1390 cm³      | 170 hk | 240 Nm     | Direktinsprutning, turbo, kompressor |
| 1.6          | 2005-2010 | 4-cyl radmotor SOHC 8V            | 1595 cm³      | 102 hk | 148 Nm     | Bränsleinsprutning                   |
| 1.6 FSI      | 2005-2007 | 4-cyl radmotor DOHC 16V           | 1598 cm³      | 115 hk | 155 Nm     | Direktinsprutning                    |
| 2.0 FSI      | 2005-2008 | 4-cyl radmotor DOHC 16V           | 1984 cm³      | 150 hk | 200 Nm     | Direktinsprutning                    |
| 1.6 TDI CR*¹ | 2009-     | 4-cyl radmotor DOHC 16V           | 1598 cm³      | 90 hk  | 230 Nm     | Turbodiesel                          |
| 1.6 TDI CR   | 2009-     | 4-cyl radmotor DOHC 16V           | 1598 cm³      | 105 hk | 250 Nm     | Turbodiesel                          |
| 1.9 TDI PD*¹ | 2005-2008 | 4-cyl radmotor SOHC 8V            | 1896 cm³      | 90 hk  | 210 Nm     | Turbodiesel                          |
| 1.9 TDI PD   | 2005-2008 | 4-cyl radmotor SOHC 8V            | 1896 cm³      | 105 hk | 250 Nm     | Turbodiesel                          |
| 2.0 TDI PD   | 2005-2008 | 4-cyl radmotor DOHC 16V/SOHC 8V*¹ | 1968 cm³      | 140 hk | 320 Nm     | Turbodiesel                          |
| 2.0 TDI CR*¹ | 2009      | 4-cyl radmotor DOHC 16V           | 1968 cm³      | 110 hk | 250 Nm     | Turbodiesel                          |
| 2.0 TDI CR   | 2009-     | 4-cyl radmotor DOHC 16V           | 1968 cm³      | 140 hk | 320 Nm     | Turbodiesel                          |

*¹ Ej Sverige